# Дяченко Микола Сидорович
Микола Сидорович Дяченко (20 лютого 1921, Вільхівчик — 24 січня 1945) — радянський офіцер, Герой Радянського Союзу (1945, посмертно).

## Біографія
Народився 20 лютого 1921 року у селі Вільхівчику (нині Звенигородського району Черкаської області) в селянській родині. Українець. Закінчив середню школу.
У Червоній армії з 1938 року. У 1940 році закінчив Тамбовське кавалерійське училище. Учасник німецько-радянської війни з серпня 1941 року. Брав участь в обороні Москви, у Сталінградській битві, в Курській битві і в битві за Дніпро, дійшов до кордону Німеччини. Чотири рази поранений. Член ВКП(б) з 1944 року.
Командир роти 524-го стрілецького полку 112-ї стрілецької дивізії 13-ї армії 1-го Українського фронту старший лейтенант Дяченко особливо відзначився в боях у січні 1945 року. В початку січня 1945 року дивізія, в якій він воював, однією з перших вийшла на кордон з Німеччиною. За час наступальних боїв з 12 по 24 січня рота Дяченка завдала ворогові великих втрат у живій силі і техніці, знищивши до ста п'ятдесяти солдатів і офіцерів противника, уразивши рушнично-кулеметним вогнем три автомашини з піхотою та захопивши багато трофейного озброєння.
24 січня 1945 року в бою за прикордонний населений пункт Шрейберсдорф (північний захід від міста Кемпно, Польща), рота під командуванням Дяченка успішно прорвала підготовлену оборону противника, захопила населений пункт та забезпечила успішне просування полку. У цьому бою рота відбила кілька контратак противника, знищивши близько п'ятдесяти окупантів. Важко поранений, Дяченко залишався в строю і продовжував керувати ротою. Загинув у цьому бою.
Похований на місці боїв. На його честь названа вулиця у місті Корсунь-Шевченківському та школа № 5, в якій він навчався.

## Нагороди
Указом Президії Верховної Ради СРСР від 10 квітня 1945 року за мужність, відвагу і героїзм, проявлені в боротьбі з німецько-фашистськими загарбниками, старшому лейтенанту Дяченку Миколі Сидоровичу посмертно присвоєно звання Героя Радянського Союзу.
Нагороджений орденами Леніна, Червоного Прапора.